# Messel
Messel er en kommune i Kreis Darmstadt-Dieburg i den tyske delstat Hessen.

## Kommunalvalg 2011
| Parti | Procent |
| ----- | ------- |
| SPD   | 54,8    |
| CDU   | 37,0    |
| FDP   | 8,2     |